# Галерея Боргезе
Галерея Боргезе (итал. Galleria Borghese) — художественное собрание знатной итальянской семьи Боргезе, которое экспонируется в здании Виллы Пинчиана (Villa Pinciana), или «Малого дворца» (Palazzina), на территории парка виллы Боргезе в Риме, занимающего холм Пинчо. Парк Боргезе охватывает огромную территорию в центре города (80 гектаров или 148 акров) между частью стен Аврелиана, улицей Фламиниа и Пьяцца-дель-Пополо (Piazza del Popolo). Один вход осуществляется с южной стороны через Виа Венето и ворота Аврелиановой стены (Порта Пинчиана), другой, с Запада, — через Портал на Пьяццале Фламинио, построенный в неоклассическом стиле в 1825 году (архитектор Луиджи Канина).

## История коллекции
Начало коллекции было положено кардиналом Шипионе Каффарелли Боргезе, племянником папы Павла V. Он же сделал своё собрание произведений искусства фидеокомиссным (неотчуждаемым посторонними лицами помимо наследования). Кардинал был почитателем античного искусства и творчества Караваджо, он приобрёл многие из работ этого мастера, а также Джованни Лоренцо Бернини. Шипионе Боргезе разбил парк, который повелел украсить античными статуями. Особенное восхищение посетителей вызывала античная скульптура «Боргезский борец». Однако в 1807 году эта скульптура была продана вместе с некоторыми «антиками» Наполеону Бонапарту.
После смерти кардинала в 1633 году здание Малого дворца (Palazzina, или Casino nobile, архитекторы Фламинио Понцио и Джованни Вазанцио) в течение нескольких лет было достроено в палладианском стиле по трёхчастной схеме с аркадой первого этажа и открытой галереей второго. Архитектуру виллы часто сравнивают с похожими зданиями Виллы Медичи и Виллы Дориа-Памфили.
В 1766 году принц Маркантонио IV Боргезе предпринял работы по перестройке основных зданий и парка. Работами руководили архитекторы Антонио и Марио Аспруччи, а также многие художники: живописцы, лепщики-декораторы, и садоводы. Интерьеры были перестроены в стиле неоклассицизма. Отдельные залы стилизованы под античность с росписями гротесками и облицовкой разноцветными мрамор ами. Плафон ы оформлены в манере (итал. pittura di sotto in sù  — «живопись под потолок», или «снизу вверх») с эффектами перспективных ракурсов. Росписи осуществляли М. Росси, Т. Конка, К. Унтербергер, А. фон Марон, Г. Гамильтон, П. А. Новелли и другие.
В 1891 году все картины, хранившиеся в двенадцати залах картинной галереи Палаццо Боргезе на Виа ди Рипетта, были перенесены на первый этаж Палаццины Виллы Боргезе Пинчиана. Часть картин на правах наследования поступила в собрание Боргезе из галереи Виллы Альдобрандини.
В 1902 году коллекция семьи Боргезе была преобразована в Национальный музей. Приобретение итальянским государством виллы Боргезе в 1902 году было названо сделкой века. «Фактически, после почти десяти лет изнурительных переговоров муниципалитету Рима удалось приобрести виллу Боргезе и её большой парк в самом сердце города. Выплаченная сумма была относительно небольшой. На самом деле тогда было выплачено всего три миллиона шестьсот тысяч лир, включая поместье, усадебный дом и — невероятное это сказать — все удивительные шедевры искусства, которые в нём находились. Подобная возможность никогда больше не представится» (начальная цена составляла пять миллионов лир).
Первым директором галереи Боргезе был назначен Джованни Пьянкастелли (1845—1926), которого в 1906 году сменил Джулио Канталамесса, бывший директор галерей Венецианской академии и Археологического музея Венеции. Канталамесса позаботился о планировке экспозиции, сохраняющей исторический облик интерьеров «Палаццины» виллы Боргезе.
Закрытая в 1983 году галерея прошла полную реставрацию, которая длилась четырнадцать лет, был восстановлен начальный внешний вид здания с выбеленной штукатуркой, статуями и лестницей с двумя маршами. В июне 1997 года галерея была вновь открыта для посетителей. В 2013 году музей стал девятым по посещаемости: его посетило 498 477 человек.
В 2015 году министр культурного наследия, деятельности и туризма Дарио Франческини назначил директором галереи Боргезе Анну Колива. С ноября 2020 года директором галереи Боргезе является Франческа Каппеллетти.

## Общий план экспозиции
Первый этаж музея посвящён скульптуре. Кардинал Шипионе Боргезе был страстным собирателем произведений античной скульптуры, и также поклонником творчества Джованни Лоренцо Бернини. Именно по его заказу Дж. Л. Бернини создал свои самые впечатляющие произведения, которые с тех пор находятся в музее Виллы Боргезе: «Эней, Анхиз и Асканий», «Давид», «Аполлон и Дафна», «Похищение Прозерпины» (1618—1625).
В Первом зале экспонируются произведения античной скульптуры («Бахус», «Сражающийся сатир»), на полу — античные мозаики III в. н. э. На стене — позднеантичный горельеф «Подвиг Марка Курция» с добавлением фигуры, созданной Пьетро Бернини, отцом знаменитого скульптора и архитектора. На плафоне — фреска «Триумф Ромула» (М. Росси, 1778). В пятом зале, в окружении античных бюстов и ваз экспонируется знаменитая скульптура лежащего Гермафродита (I в. н. э.), произведение, заменившее первое подобное, проданное Наполеону в 1807 году (экспонируется в Лувре).
В «Египетском зале», наряду с небольшой коллекцией произведений древнеегипетского искусства и росписями из истории Антония и Клеопатры (Т. Конка, 1779—1782) выставлены античные статуи Пеплофоры и Исиды, а также «Сатир на дельфине» (I в. н. э.), скульптура, которой двумя веками ранее восторгался Рафаэль. В следующем зале картины Караваджо соседствуют с античной статуей Танцующего сатира (II в. н. э.). Необычное произведение неизвестного скульптора (1609), предположительно, повторение ренессансной либо эллинистической скульптуры: «Сон», или «Спящие путти» (Putti dormienti) — три крылатых малыша, обнявшись, крепко спят на мраморной плите.
В «Галерее императоров» облицованной разноцветными мраморами, украшенной барельефами и росписями гротесками, представлены бюсты двенадцати римских цезарей, выполненных Дж. Делла Порта в 1580-х годах. Холодом отдаёт «Идол высшего света» — полулежащая фигура Паолины Бонапарт в образе Венеры, произведение Антонио Кановы (1805—1808).
На втором этаже здания помещается картинная галерея. Среди шедевров живописи выделяются «Мадонна с Младенцем» Джованни Беллини, «Положение во гроб» Рафаэля, «Любовь земная и любовь небесная» и «Венера, завязывающая глаза Купидону» Тициана, картины С. Боттичелли, Пинтуриккио, Гверчино, Караваджо, Рубенса.

## Основные произведения

### Живопись
Собрание картин состоит из работ голландских, фламандских, французских, немецких и испанских мастеров. Особенно качественно представлено творчество итальянских художников XVI—XVII веков, включая Веронезе, Корреджо, Рафаэля, Тициана, Рени, Чезаре Сесто, Винченцо Камуччини.
| Художник                    | Картина                                                            | Материал, техника                   | Размеры   | Время создания | Изображение |
| --------------------------- | ------------------------------------------------------------------ | ----------------------------------- | --------- | -------------- | ----------- |
| Караваджо                   | Больной Вакх                                                       | холст, масло                        | 67×53     | 1593—1595      |             |
| Караваджо                   | Мальчик с корзиной фруктов                                         | холст, масло                        | 70×67     | 1593—1595      |             |
| Караваджо                   | Мадонна со змеёй                                                   | холст, масло                        | 288×207   | 1605—1606      |             |
| Караваджо                   | Святой Иероним                                                     | холст, масло                        | 116,5×153 | 1605—1606      |             |
| Караваджо                   | Давид с головой Голиафа                                            | холст, масло                        | 126×100   | 1610           |             |
| Караваджо                   | Святой Иоанн Креститель                                            | холст, масло                        | 152×125   | 1610           |             |
| Пинтуриккьо                 | Распятие со святыми Христофором и Иеронимом                        | дерево, масло                       | 59×40     | до 1473        |             |
| Фра Бартоломео              | Поклонение Младенцу                                                | дерево, темпера                     | диам. 89  | 1499—1500      |             |
| Ридольфо Гирландайо         | Портрет молодого человека                                          | дерево, масло                       | 30×24,5   | нач. XVI в.    |             |
| Рафаэль Санти               | Дама с единорогом                                                  | дерево, масло (перенесено на холст) | 67×56     | ок. 1506       |             |
| Рафаэль Санти               | Положение во гроб (картина Рафаэля)\|Положение в гроб]]            | дерево, масло                       | 184 × 176 | 1507           |             |
| Джулио Романо               | Мадонна с младенцами Иисусом и Иоанном Крестителем                 | дерево, масло                       | 126×85    | ок. 1523       |             |
| Андреа дель Сарто           | Мадонна с младенцами Иисусом и Иоанном Крестителем                 | дерево, масло                       | 154×101   | 1517           |             |
| Лукас Кранах Старший        | Венера и Купидон                                                   | дерево, масло                       | 169×67    | ок. 1525       |             |
| Аньоло Бронзино             | Святой Иоанн Креститель                                            | дерево, масло                       | 120×92    | 1525—1550      |             |
| Франческо Пармиджанино      | Портрет мужчины                                                    | дерево, масло                       | 58×46     | ок. 1526       |             |
| Антонио Аллегри Корреджо    | Даная                                                              | холст, масло                        | 158×189   | ок. 1530       |             |
| Бенвенуто Тизи              | Мадонна и Младенец с архангелом Михаилом и святыми                 | дерево, масло                       | 62×82     | 1630-е         |             |
| Лоренцо Лотто               | Портрет мужчины                                                    | холст, масло                        | 118×105   | ок. 1535       |             |
| Франческо Альбани           | серия «Времена года»                                               | холст, масло                        | диам. 154 | 1616—1617      |             |
| Гвидо Рени                  | Моисей со скрижалями                                               | холст, масло                        | 173×134   | ок. 1624       |             |
| Геррит ван Хонтхорст        | Концерт                                                            | холст, масло                        | 168×202   | 1626—1630      |             |
| Джованни Джироламо Савольдо | Товия и ангел                                                      | холст, масло                        | 120×160   | 1620-е         |             |
| Рубенс                      | Оплакивание Христа                                                 | холст, масло                        | 180×137   | нач. XVII в.   |             |
| Рубенс                      | Святая Сусанна                                                     | холст, масло                        | 94×66     | 1607—1608      |             |
| Доменикино                  | Охота Дианы                                                        | холст, масло                        | 222×315   | 1617—1618      |             |
| Доменикино                  | Кумская сивилла                                                    | холст, масло                        | 123×89    | 1617—1618      |             |
| Антонелло да Мессина        | Портрет мужчины                                                    | дерево (перенесено на холст)        | 31×25,2   | 1474—1476      |             |
| Витторе Карпаччо            | Портрет женщины                                                    | дерево, масло                       | 28,5×24   | 1495—1498      |             |
| Лоренцо Лотто               | Мадонна с Младенцем между святыми Игнатием Антиохийским и Онофрием | дерево, масло                       | 53×67     | 1508           |             |
| Джованни Беллини            | Мадонна с Младенцем                                                | дерево, масло                       | 49,5×40,5 | ок. 1510       |             |
| Тициан                      | Любовь Земная и Любовь Небесная                                    | холст, масло                        | 118×279   | ок. 1515       |             |
| Тициан                      | Венера, завязывающая глаза Купидону                                | холст, масло                        | 116×184   | 1565           |             |
| Паоло Веронезе              | Проповедь святого Иоанна Крестителя                                | холст, масло                        | 205×169   | ок. 1561       |             |
| Паоло Веронезе              | Проповедь святого Антония Падуанского                              | холст, масло                        | 104×150   | 1580—1585      |             |

### Скульптура
| Скульптор                | Скульптура                                | Материал          | Высота         | Время создания | Изображение |
| ------------------------ | ----------------------------------------- | ----------------- | -------------- | -------------- | ----------- |
| —                        | Сатир на дельфине                         | белый мрамор      | ок. 140 см     | II в. н. э.    |             |
| —                        | Танцующий сатир                           | мрамор            | 205 см         | ок. 220        |             |
| Алессандро Алгарди       | Аллегория «Сон»                           | чёрный мрамор     | 48 см          | 1635—1636      |             |
| Джованни Лоренцо Бернини | Эней, Анхиз и Асканий                     | белый мрамор      | 220 см         | 1618—1619      |             |
| Джованни Лоренцо Бернини | Давид                                     | мрамор            | 169,5 см       | 1623—1624      |             |
| Джованни Лоренцо Бернини | Аполлон и Дафна                           | мрамор            | 243 см         | 1622—1625      |             |
| Джованни Лоренцо Бернини | Похищение Прозерпины                      | мрамор            | 250 см         | 1621—1622      |             |
| Джованни Лоренцо Бернини | Истина                                    | мрамор            | 277 см         | 1646—1652      |             |
| Джованни Лоренцо Бернини | Амалфея                                   | мрамор            | 43,5 см        | до 1615        |             |
| Джованни Лоренцо Бернини | Павел V                                   | мрамор            | 33,6 см        | 1617—1618      |             |
| Джованни Лоренцо Бернини | Бюсты Шипионе Боргезе                     | мрамор            | 77,2 и 80,1 см | 1632           |             |
| Пьетро Бернини           | Куртий, бросающийся в пропасть            | мрамор            | 220 см         | 1617           |             |
| Луиджи Валадье           | Бахус                                     | бронза и алебастр | 175 см         | 1774           |             |
| Антонио Канова           | Портрет Паолины Бонапарте в образе Венеры | белый мрамор      | 160 см         | 1805—1808      |             |